# Monte Taranaki
Il Taranaki o Monte Egmont è uno stratovulcano alto 2518 metri situato nell'Isola del Nord della Nuova Zelanda, nella regione omonima.
Dal 1881 l'area che lo circonda è considerata una riserva protetta, poi diventata parco nazionale - il Parco nazionale Egmont - nel '900. Nel 2017 il governo della Nuova Zelanda ha firmato un accordo che garantisce personalità giuridica alla montagna.

## Attività vulcanica
Il Taranaki è geologicamente giovane; infatti la sua attività è iniziata circa 135.000 anni fa. L'attività vulcanica più recente è stata la produzione di un duomo di lava nel cratere e il suo crollo lungo il lato della montagna negli anni 1850 o 1860 e tra il 1755 e il 1800.